# ロックマンエグゼ 光と闇の遺産
『劇場版ロックマンエグゼ 光と闇の遺産』（げきじょうばんロックマンエグゼ ひかりとやみのプログラム）は、日本のアニメ映画。

## 概要
ロードショーは2005年3月12日。上映時間は約50分。同時上映は『劇場版デュエル・マスターズ 闇の城の魔龍凰』。企画としては、ゲーム界のヒーローである『ロックマンエグゼ』の光熱斗とカード界のヒーローである『デュエル・マスターズ』の切札勝舞との協演の二本立ての映画。CMなどでは光熱斗、切札勝舞の2人が協力して戦っており、映画の冒頭でも2人が共闘する映像が流れる他、映画本編にも切札勝舞が登場し、『デュエル・マスターズ』の映画には熱斗とメイルが登場する。同じく冒頭では『絶体絶命でんぢゃらすじーさん』のじーさんが登場しており、スタッフロールでスペシャルサンクスとして『じーさん』のスタッフやキャストが記載されている。
興行収入は9億8000万円を記録。
映画が公開されたのは2005年のため、劇場版の時期は第3シリーズ『ロックマンエグゼStream』にあたり、アニメ本編の話の流れとしては第17話 - 第31話の間にあたる。
2005年9月21日にDVD、ビデオが発売された。価格は2940円。DVD、ビデオ共に映画の予告が特典映像として同時収録されている。なお、同時上映の『劇場版デュエル・マスターズ 闇の城の魔龍凰』とは別個に収録されている。
2006年10月9日の朝10時からテレビ東京・テレビ大阪・テレビせとうちで放映された。視聴率 2.2%（ビデオリサーチ調べ）。2007年2月から5月にかけて、CS放送チャンネル『キッズステーション』で放映された。
なお本作劇中には『ロックマンエグゼ2』のゴスペル首領である帯広シュンが一瞬ながら登場している。
2023年4月7日、ゲーム『ロックマンエグゼ アドバンスドコレクション』の発売を記念して、本作がYouTubeのCapcom Channelにて公開される。

## あらすじ
電脳世界の邪悪な電脳生命体「ネビュラグレイ」が動き出す。ネビュラグレイによって、現実世界では、世界の彼方此方で建物や人々が電子データに分解されては消えていくという、大規模な非物質化現象が起こる。この現象の起きた地区を宇宙から見ると、それは巨大な回路図を描いていた。これを見た光熱斗の父・光祐一郎は何かを思い当たると、近くにいた息子でありネットセイバーでもある熱斗に、「ヒカリタダシプログラム」をデリートするよう命じる。それは熱斗の祖父の光正が作り出したプログラムであり、現在はトリニティブレイン社にあるという。そして、非物質化現象はデンサンシティでも起こり始める。
冒頭、熱斗はアミューズメントパークのプレオープンで行われたネットバトル大会に参加しているが、同プレオープンではデュエル・マスターズのデュエル大会も同時に開かれていて、同時上映の『デュエル・マスターズ』の主人公の切札勝舞がデュエルしている姿を熱斗が観戦しているという、ちょっとした共演も見られる。

## 劇中で使われている単語
非物質化現象
現実世界を巨大な柱状の物が動き回り、それに取り込まれた全ての物質が電子データに変換されてしまう現象。
ヒカリタダシプログラム
祐一朗の父で熱斗の祖父・光正（ひかり ただし）が作り出したプログラム。
スペクトル
「ヒカリタダシプログラム」とDr.ワイリーの作り出した「ワイリープログラム」の二つの対を成し、二つあって成立する。人間の思考や感情を電脳世界でリンクする革命的な未来型ネットワークシステムで、人間が電脳空間を行き来することができる。
アニメ『ロックマンエグゼStream』の第31話、第32話、第50話、最終回（第51話）の回に映画を彷彿させるシーン、台詞がいくつか出てくる。バレルの時空間の移動もこの映画に出てくるスペクトルの技術が使われている。

## 声の出演
（キャラクターの詳細はロックマンエグゼを参照）
- 光熱斗 - 比嘉久美子
- ロックマン - 木村亜希子
- 伊集院炎山 - 斎賀みつき
- ブルース - 松風雅也
- ライカ - 結城比呂
- 光祐一朗 - 川島得愛
- 名人 - 藤原啓治
- 貴船誠心 - 中嶋聡彦
- 真辺鈴 - 山口由里子
- バレル - 千葉一伸
- カーネル - 安元洋貴
- フォルテ - 根本圭子
- Dr.リーガル、ネビュラグレイ - 中多和宏
- 桜井メイル - 水橋かおり
- 大山デカオ - 沼田祐介
- 大山チサオ - 石村知子
- 氷川透 - 渡辺久美子
- 大園まりこ - 日髙のり子
- 日暮闇太郎 - うえだゆうじ
- 城戸舟子 - 能登麻美子
- ディンゴ - 山口眞弓
- トマホークマン - 阪口大助
- チャーリー・エアスター - 松本保典
- ジャイロマン - 岸尾大輔
- 緑川ケロ - 中川亜紀子
- Dr.ワイリー - 長克巳
- 将軍 - 稲田徹
- オペレーターチーフ - 茂木優
- オペレーター - 太田哲治
- 所員A - 保村真
- 所員B - 野島裕史
- 受付嬢 - 城雅子
- リングアナ - 桐井大介
- 切札勝舞 - 小林由美子

## スタッフ
- 監督・絵コンテ - 加戸誉夫
- 脚本 - 荒木憲一
- 演出 - 大槻敦史
- キャラクターデザイン・総作画監督 - 石原満
- プロップデザイン - 加藤雅之
- 作画監督 - 高見明男、前田明寿、田中誠輝、山岡信一、坂崎忠、足立慎吾
- 原案協力 - 黒澤真、西巻篤秀
- プロデューサー - 宮澤秀典
- 企画 - 久保雅一
- エグゼクティブプロデューサー - 佐上靖之、中沢利洋
- 美術監督 - 小山俊久、高山八大
- 美術設定 - 長澤順子
- 色彩設定 - 伴夏代
- 撮影監督 - 広瀬勝利
- 音響監督 - 明田川仁
- 編集 - 辺見俊夫
- 音楽 - 鳴瀬シュウヘイ
- アニメーション制作 - XEBEC
- 制作 - 小学館プロダクション
- 製作 - 劇場版ロックマンエグゼ製作委員会2005（カプコン、小学館、テレビ東京、電通、タカラ、小学館プロダクション）

## 主題歌
オープニングテーマ
- Buzy「Be Somewhere」（Imperial Records / テイチクエンタテインメント）

『ロックマンエグゼStream』で使用されたオープニングテーマを流用。